# 銀河ステージ
株式会社銀河ステージ（ぎんがステージ）は、大阪市西区に本社を置く国際通信社グループに属しており、東京都港区と先述の大阪市西区を本社とし、東京都立川市、愛知県名古屋市、福岡県福岡市に支社も設けている企業。

## 概要
事業内容は、宇宙葬や海洋散骨（海洋葬）、樹木葬、ペット葬、海外搬送・エンバーミングなど葬祭関連を基軸にしている。同社が手掛ける宇宙葬は、日本で最多成功実績を有していて、元プロ野球選手の富田勝が同社の「人工衛星プラン」で旅立ったほか、女優・島田陽子が生前予約している。また、過去に2度ほど新聞に取り上げられたり、経済ドキュメンタリー番組『ガイアの夜明け』の取材を受けたりなどした際に、宇宙葬という一般的に聞き慣れない言葉も相まってか世間に知られるようになった経緯がある。

## 歴史
2013年10月に葬祭サービスを主業務とした「銀河ステージ」が設立される。創業時から事業を堅調に進める中、時代の変遷に合わせて手掛ける業容を拡充していき、直近で新たに始めたのが海外搬送・エンバーミングのサービスとなる。

## 業容
宇宙葬
同社が行う宇宙葬は「スペース・メモリアル」という名で、プランに関しては「宇宙飛行プラン」「人工衛星プラン」「宇宙探検プラン」「月旅行プラン」と全4種あり、「宇宙飛行プラン」に関しては2014年（フライト名：コネストガフライト）、2015年（フライト名：トリビュートフライト）、2018年（フライト名：スターシーカーフライト）と短期間で複数回のフライトを成功させている。なお、施行における価格面では、宇宙葬を事業軸とする『エリジウムスペース』と『株式会社みんれび』が協業して始めた「Sorae（ソラエ）」に及ばないものの、成功実績の多さによる信頼や安心のほか、提供プランの多さで他社との差別化を図っている模様。
海洋散骨
同社が行う海洋散骨は「オーシャン・メモリアル」という名で、プランに関しては「プライベートプラン」「合同散骨プラン」「代理委託プラン」「プレミアムプラン」と全4種がある。海洋散骨を行う企業は複数ある中で、同社は全国対応・船舶への同乗可をはじめ、全てを散骨せずに手元に残しておく「てのひら骨壷」といったサービスのほか、セスナやヘリを使用して海上へ散骨するなどの独自性を活かして業界内で異彩を放っている。また、各プランでは洗骨・粉骨もオプションで行ってもらえる。
現状ではこの2つが事業の主軸になっているようだが、他にも、ペット葬の「ペットセレモニー・チロ」や「樹木葬（グリーンメモリアル）」、ベートーヴェンやモーツァルト、ブラームスなど著名な音楽家が眠る「ウィーン中央霊園」へ埋葬する「レジェンドメモリアル」、永代供養や墓じまいに関する施行及び相談など幅広く手掛けている。

## 事業所・施設
東京本社東京都港区芝3-15-13 YODAビル5階
大阪本社大阪府大阪市西区立売堀1-7-18
立川営業所東京都立川市上砂町1-3-6バンブービレッジ1B
名古屋支社愛知県名古屋市中区松原2-2-33 桐美ビルディング6階
福岡支社福岡県福岡市博多区博多駅南1-8-31 九州ビル6階